# Saattut Helistop
Saattut Helistop (IATA: , ICAO: BGST) er en grønlandsk flyveplads beliggende i Saattut med sand-gruslandingsområde med en radius på 15 m. I 2008 var der 394 afrejsende passagerer fra flyvepladsen fordelt på 97 starter (gennemsnitligt 4,06 passagerer pr. start).
Saattut Helistop drives af Mittarfeqarfiit, Grønlands Lufthavnsvæsen. Statens Luftfartsvæsen fører tilsyn med flyvepladsen.

## Eksterne links
- AIP for BGST fra Statens Luftfartsvæsen Arkiveret 8. marts 2012 hos  Wayback Machine